# Moïse de Bergame
Moïse de Bergame (de son nom italien Mosè del Brolo, aussi appelé Moïse de Vercelli ou Moïse de Ravenne) né à Bergame au XIIe siècle et sans doute mort à Ravenne après 1157, est un archevêque, poète, linguiste et traducteur italien du grec. 

## Biographie
La vie de Moïse del Brolo a été longtemps très mal connue, certaines sources la situant même au VIe siècle ou VIIe siècle. Il a fallu attendre le début du XVIIIe siècle avec l'ouvrage Rerum Novarum Scriptores de Ludovico Antonio Muratori pour une biographie raisonnée, qui sera universellement acceptée à partir du XIXe siècle.
Né à Bergame dans la famille del Brolo, Moïse est initié aux études religieuses et ordonné prêtre. Il se passionne durant cette période pour les études classiques et son frère Pietro, plus âgé de quelques années et curé de l'église de Sant'Alessandro (comme l'attestent les actes de 1125), lui offre des livres et des classiques de la culture latine et surtout grecque.
Il devient rapidement un grand amateur de classiques et, poussé par sa soif de culture, il entreprend, après la première croisade, un voyage à Constantinople pour apprendre la culture et la langue grecques.
Il y acquiert un grand nombre de livres anciens et gagne rapidement une bonne réputation, obtenant le titre de Magister (qui lui donne accès à l'enseignement) et participant à de nombreuses disputes théologiques. Sa notoriété lui permet d'entrer dans le cercle des attachés impériaux et il participe à l'expédition de l'empereur Jean Comnène sur le Danube contre les Hongrois en 1128, avec le poste prestigieux de secrétaire.
Il joue un rôle important lors de la conférence convoquée en 1136 par l'empereur Lothaire pour régler un conflit religieux entre les ambassadeurs grecs et latins, et présidée conjointement par l'empereur Jean Comnène et le patriarche de Constantinople. Les écrits de l'époque rapportent la présence, parmi les Latins, de « tres viri sapienti i utraque lingue periti et littirati doctissimi », dont « Moses Italus natione ex civitate Pergomi » (les deux autres sont Giacomo da Venezia et Burgundio Pisano). Moïse del Brolo est élu par l'assemblée comme interprète commun en raison de sa loyauté et de sa connaissance du grec.
Dans les années qui suivent, il retourne dans sa patrie : il s'arrête d'abord à Bergame, où il enseigne dans l'école de grammaire et de chant fondée par l'évêque Ambroise, puis se rend dans la ville de Vercelli où il est professeur dans l'école de l'évêque. Les mouvements ultérieurs le conduisent à la chaire de droit de Bologne, puis au poste d'archevêque de Ravenne de 1144 à 1154 (où il est appelé Moïse de Vercelli dans certains actes).

## Œuvre
Nombre de ses œuvres sont conservées dans les principales bibliothèques européennes, notamment la Bibliothèque nationale de France, la Biblioteca Marciana de Venise et la Bibliothèque de Leipzig.

### Liber Pergaminus
Considéré comme son œuvre majeure, il s'agit d'un poème en hexamètres écrit entre 1110 et 1130 (de nombreuses disputes ont eu lieu concernant sa datation), qui décrit la ville de Bergame et ses environs. Si son style n'est ni classique ni brillant, le Pergaminus constitue un témoignage direct important sur les conditions sociales, économiques et politiques de la ville de Bergame du XIIe siècle, même s'il en donne souvent une vision enjolivée, citant surtout ses aspects positifs et soulignant sa beauté.

### Épîtres
- Épître à son frère Pietro, prévôt de la Cathédrale de Sant'Alessandro à Bergame, probablement écrite en 1130 à Constantinople, supposée autographe (Archivio Capitolare à la Curie Vescovile de Bergame, Perg. n. 3698)
- Épître peut-être à son frère Pietro (intitulée "ex Datia" dans le manuscrit qui la porte) faisant référence à la participation de Moïse à la première campagne de l'empereur Jean II Comnène contre les Hongrois, en 1128/1129.

### Autres œuvres
- Expositio in Graecas dictiones quae inveniuntur in prologis S. Hieronymi : traité sur le sens des mots Homerocentones et Vergiliocentones
- Exceptio compendiosa de divinitus inspirata scriptura : traduction d'un florilège biblique, découvert par Charles Homer Haskins à la bibliothèque de Nîmes, aujourd'hui conservé à la Bibliothèque Nationale du Luxembourg
- Epiphanii episcopi Cypri de sanctis apostolis ubi quisque eorum predicavit et quomodo et ubi obierint et sancta eorum corpora ubi iacent et in quibus locis : traduction d'une liste d'apôtres et de disciples de Jésus attribuée à Épiphane de Chypre
- Commentarii in Genesim
- Commentarii in epistolas decretales romanorum pontificium